# خلیج لینگاین
خلیج لینگاین (به انگلیسی: Lingayen Gulf) خلیجی‌است در امتداد دریای جنوبی چین در لوزون فیلیپین و به طول ۵۶ کیلومتر. خلیج لینگاین محاط به استان‌های پانگاسینان و لا یونیون است و در میان رشته‌کوه زامبالیز و کوردیرا سنترال قرار دارد.
صنایع تراز اول این خلیج ماهی‌گیری و تولید نمک از آب دریا می‌باشد.